# Тіт Геганій Мацерін
Тіт Гега́ній Мацері́н (лат. Titus Geganius Macerinus; близько 525 до н. е. — після 492 до н. е.) — політичний, державний та військовий діяч Римської республіки, консул 492 року до н. е.

## Життєпис
Походив з патриціанського роду Геганіїв. Про його батьків, дитячі роки немає відомостей.
Замолоду брав участь у боротьбі проти етруського лукумона (царя) Порсени. У 492 році до н. е. його було обрано консулом разом з Публієм Мінуцієм Авгуріном. Того року Римська республіка вела військові дії з містом-державою Вейї, племенами вольськів, еквів та сабінянами. Супротивник блокував усі шляхи, що спричинило нестачу в Римі харчів, зрештою у місті розпочався голод. Тіт Генуцій та його брат Луцій закупили зерно в Етрурії і на Сицилії. Втім вони почали його продавати втричі дорожче для плебеїв, намагаючись повністю підкорити останніх, змусивши через голод визнати залежність від патриціїв, а після цього підняти політичну вагу сенату. Все це викликало невдоволення плебсу, який виступив проти патриціїв. Поразки у війні вдалося уникнути лише тому, що у вольськів виникла тяжка моровиця. Додаткові римські колоністи були відправлені до міста Велітра, а в Норбі була створена нова римська колонія.
Про подальшу долю Тіта Геганія Мацеріна з того року згадок немає.

## Родина
- Марк Геганій Мацерін
- Прокул Геганій Мацерін